# Croatie au Concours Eurovision de la chanson 2022
La Croatie est l'un des quarante pays participants du Concours Eurovision de la chanson 2022, qui se déroule à Turin en Italie. Le pays est représenté par la chanteuse Mia Dimšić et sa Guilty Pleasure, sélectionnées en lors de Dora 2022. Le pays se classe 11e avec 75 points en demi-finale, ne parvenant pas à se qualifier pour la finale.

## Sélection
Le diffuseur croate HRT confirme la participation du pays le 13 septembre 2021, confirmant dès lors la reconduction du format Dora pour sélectionner son représentant.

### Format
Dora 2022 consiste en une soirée unique lors de laquelle quatorze artistes sont en compétition pour représenter la Croatie à l'Eurovision 2022. Le vainqueur est désigné par un vote combinant pour moitié le vote de jurys régionaux et pour l'autre moitié du télévote croate. Chaque jury régional attribue 12, 10 puis de 8 à 1 points à ses chansons préférées. Le télévote attribue, pour sa part, 580 points répartis proportionnellement au nombre de votes reçus.

### Chansons
Le diffuseur ouvre sa période de candidatures de 27 octobre au 25 novembre 2021, puis étend finalement le délai jusqu'au 12 décembre. Au terme de cette période, 184 candidatures ont été reçues par le diffuseur
Les participants à l'émission sont annoncés le 17 décembre 2021.

### Résultats
| Ordre | Artiste          | Chanson                 | Jury | Télévote | Télévote | Télévote | Télévote | Total | Place |
| Ordre | Artiste          | Chanson                 | Jury | Appel    | SMS      | Total    | Points   | Total | Place |
| ----- | ---------------- | ----------------------- | ---- | -------- | -------- | -------- | -------- | ----- | ----- |
| 1     | Mila Elegović    | Ljubav                  | 3    | 1 145    | 246      | 1 391    | 12       | 15    | 14    |
| 2     | Mia Negovetić    | Forgive Me (Oprosti)    | 81   | 5 278    | 2 226    | 7 504    | 60       | 141   | 3     |
| 3     | Marko Bošnjak    | Moli za nas             | 71   | 7 161    | 6 342    | 13 503   | 108      | 179   | 2     |
| 4     | Jessa            | My Next Mistake         | 8    | 794      | 332      | 1 126    | 9        | 17    | 12    |
| 5     | Zdenka Kovačiček | Stay on the Bright Side | 31   | 1 691    | 812      | 2 503    | 20       | 51    | 9     |
| 6     | Tina Vukov       | Hideout                 | 33   | 2 130    | 726      | 2 856    | 23       | 56    | 8     |
| 7     | Roko Vušković    | Malo kasnije            | 8    | 717      | 356      | 1 073    | 9        | 17    | 13    |
| 8     | Bernarda         | Here for Love           | 64   | 3 710    | 2 201    | 5 911    | 47       | 111   | 4     |
| 9     | Eric Vidović     | I Found You             | 59   | 3 610    | 1 797    | 5 407    | 43       | 102   | 5     |
| 10    | ToMa             | In the Darkness         | 43   | 1 856    | 1 203    | 3 059    | 25       | 68    | 7     |
| 11    | Elis Lovrić      | No War                  | 64   | 2 350    | 1 382    | 3 732    | 30       | 94    | 6     |
| 12    | Ella Orešković   | If You Walk Away        | 11   | 1 466    | 643      | 2 109    | 17       | 28    | 10    |
| 13    | Tia              | Voli me do neba         | 13   | 832      | 525      | 1 357    | 11       | 24    | 11    |
| 14    | Mia Dimšić       | Guilty Pleasure         | 91   | 13 388   | 7 271    | 20 659   | 166      | 257   | 1     |

| Détail des votes de jurys régionaux | Détail des votes de jurys régionaux | Détail des votes de jurys régionaux | Détail des votes de jurys régionaux | Détail des votes de jurys régionaux | Détail des votes de jurys régionaux | Détail des votes de jurys régionaux | Détail des votes de jurys régionaux | Détail des votes de jurys régionaux | Détail des votes de jurys régionaux | Détail des votes de jurys régionaux | Détail des votes de jurys régionaux | Détail des votes de jurys régionaux |
| Ordre                               | Chanson                             | Rijeka                              | Pula                                | Osijek                              | Varaždin et Čakovec                 | Split                               | Vukovar                             | Knin et Šibenik                     | Zadar                               | Dubrovnik                           | Zagreb                              | Total                               |
| ----------------------------------- | ----------------------------------- | ----------------------------------- | ----------------------------------- | ----------------------------------- | ----------------------------------- | ----------------------------------- | ----------------------------------- | ----------------------------------- | ----------------------------------- | ----------------------------------- | ----------------------------------- | ----------------------------------- |
| 1                                   | Ljubav                              | –                                   | 1                                   | –                                   | –                                   | –                                   | –                                   | –                                   | –                                   | –                                   | 2                                   | 3                                   |
| 2                                   | Forgive Me (Oprosti)                | 7                                   | 6                                   | 6                                   | 5                                   | 10                                  | 10                                  | 12                                  | 12                                  | 7                                   | 6                                   | 81                                  |
| 3                                   | Moli za nas                         | 2                                   | 4                                   | 8                                   | 7                                   | 12                                  | 12                                  | 8                                   | 2                                   | 6                                   | 10                                  | 71                                  |
| 4                                   | My Next Mistake                     | –                                   | 2                                   | –                                   | –                                   | 3                                   | –                                   | –                                   | 3                                   | –                                   | –                                   | 8                                   |
| 5                                   | Stay on the Bright Side             | 3                                   | 5                                   | 2                                   | 4                                   | –                                   | 3                                   | 4                                   | 5                                   | 5                                   | –                                   | 31                                  |
| 6                                   | Hideout                             | 6                                   | 3                                   | 7                                   | –                                   | 1                                   | 1                                   | 5                                   | 1                                   | 4                                   | 5                                   | 33                                  |
| 7                                   | Malo kasnije                        | –                                   | –                                   | –                                   | –                                   | –                                   | 5                                   | 1                                   | –                                   | 2                                   | –                                   | 8                                   |
| 8                                   | Here for Love                       | 12                                  | 7                                   | 1                                   | 6                                   | 7                                   | 6                                   | 7                                   | 8                                   | 3                                   | 7                                   | 64                                  |
| 9                                   | I Found You                         | 10                                  | 12                                  | –                                   | 3                                   | 6                                   | 4                                   | 3                                   | 6                                   | 12                                  | 3                                   | 59                                  |
| 10                                  | In the Darkness                     | 4                                   | –                                   | 4                                   | 8                                   | 4                                   | 7                                   | –                                   | 4                                   | –                                   | 12                                  | 43                                  |
| 11                                  | No War                              | 5                                   | 8                                   | 10                                  | 10                                  | 2                                   | 2                                   | 6                                   | 10                                  | 10                                  | 1                                   | 64                                  |
| 12                                  | If You Walk Away                    | 1                                   | –                                   | 3                                   | 2                                   | 5                                   | –                                   | –                                   | –                                   | –                                   | –                                   | 11                                  |
| 13                                  | Voli me do neba                     | –                                   | –                                   | 5                                   | 1                                   | –                                   | –                                   | 2                                   | –                                   | 1                                   | 4                                   | 13                                  |
| 14                                  | Guilty Pleasure                     | 8                                   | 10                                  | 12                                  | 12                                  | 8                                   | 8                                   | 10                                  | 7                                   | 8                                   | 8                                   | 91                                  |

Au terme de la soirée, Mia Dimšić et sa chanson Guilty Pleasure sont désignées pour représenter la Croatie à l'Eurovision 2021.

## À l'Eurovision
La Croatie participe à la première demi-finale, le 10 mai 2022. Y recevant 75 points, le pays se classe 11e et ne parvient pas à se qualifier en finale.